# فوجی تی-۳
فوجی تی-۳ (به انگلیسی: Fuji T-3) یک هواگرد ساختِ کارخانهٔ صنایع سنگین فوجی در کشور ژاپن است. این هواگرد برای نخستین بار در ۱۹۷۴ میلادی مورد استفاده قرار گرفت.